# Dorte
Dorte ist ein weiblicher Vorname.

## Herkunft und Bedeutung
Der Name ist die dänische Form von Dorothea. Varianten sind Dorthe, Dorete, Ditte, Dorit, Ea, Tea und Thea.

## Bekannte Namensträgerinnen
- Dorte Hilleke (??–1631), Opfer der Mendener Hexenprozesse
- Dorte Warnø Høgh (* 1969), dänische Drehbuchautorin und Filmregisseurin
- Dorte Jensen (Seglerin) (* 1972), dänische Seglerin
- Dorte Dalum Jensen (* 1978), dänische Fußballspielerin
- Dorte Kjær (* 1964), dänische Badmintonspielerin
- Dorte Mandrup (* 1961), dänische Architektin

Zweitname
- Anne Dorte von Rosenborg (1947–2014), dänische Adelige und Angehörige der dänischen Königsfamilie